# Kristianstads Läns-Demokraten
Kristianstads  Länsdemokraten var en socialdemokratisk tidning i Kristianstad med utgivningstiden från den 9 september 1932 till den 31 december 1957. Fyra provnummer benämnda valnummer kom ut från den 9 september 1932 till den 16 september 1932. Tidningens fullständiga titel var Kristianstads Läns-Demokraten från 2 juli 1956 med tillägget med Hässleholmaren. Editionen Hässleholmaren ersatte en tidigare Hässleholmsupplaga, som ej återfunnits eller kunnat tidsbestämmas på Kungliga Biblioteket. 

## Redaktion
Redaktionen för tidningen fanns i Kristianstad och redaktör var Nils Elowsson hela  utgivningstiden.  Han var också ansvarig utgivare från 7 november 1032 till 31 december 1957. En kort tid från 7 september till 11 november 1932 var landstingsmannen Carl Truedsson ansvarig utgivare. Tidningen hade från 4 februari 1946 till 30 juni 1956 två upplagor en middagsupplaga och en kvällsupplaga. Utgivningen var till slutet av 1932 en dag i veckan fredagar. Under 1939 ökades det till tre dagar måndag, onsdag och fredag. Från den 1 december 1933 blev tidningen fyradagars och den 30 november 1935 sexdagarstidning. Tidningen publicerades på kvällen.

## Tryckning
Förlaget hette från den 9 september 1932 till 9 maj 1942 Kristianstads tryckeriförening  med säte i Kristianstad. Därefter från 10 maj 1942 avvecklingen den 31 december 1957  var Aktiebolag Länsdemokraten förlag. Tidningen trycktes med antikva som typsnitt på en satsyta med formatet 50-53 x 35-37 cm. Tidningen hade  8 sidor till 1940 sedan 8-12 resten av utgivningen. Man tryckte bara med svart till 1948 en ny  färgrotationspress gav möjligheten att trycka i duplex, svart + 1 färg. Priset för tidningen var 8 kronor 1932 och hade blivit 17 kronor 1942 till 1947 och sista utgivningsåret 1957 var priset 43 kronor. Upplagan var 1933 2600 exemplar enligt Tollin 1937 4000 exemplar. 1941 nådde upplagan sin topp med 6000 exemplar och den föll sedan till  4500 vid nedläggningen..
| Period                 | Tryckeri                            | Ort          |
| 1932-09-05--1932-12-30 | Tryckeriaktiebolag Aurora           | Ystad        |
| 1933-01-02--1942-06-28 | Länsdemokratens tryckeri            | Kristianstad |
| 1942-06-29--1957-12-31 | Aktiebolag Länsdemokratens tryckeri | Kristianstad |